# 이준혁 (1998년)
이준혁(1998년 4월 1일 ~ )는 대한민국의 배우이다.

## 출연 작품

### 드라마
- 2003년 SBS 일일드라마 《연인》 ... 민기 역
- 2003년 MBC 수목미니시리즈 《좋은사람》
- 2004년 KBS 2TV 수목미니시리즈 《두번째 프러포즈》 ... 단비 역
- 2005년 MBC HD 일일연속극 《굳세어라 금순아》 ... 우주 역
- 2005~2006년 SBS 금요드라마 《마이 러브》 ... 김신 역

### 영화
- 2004년 《나두야 간다》... 수현 역

### 유아비디오
- 《올챙이와 개구리 율동동요 1편》

## 수상
- 2004년 KBS 연기대상 청소년상